# Lycium leiostemum
Lycium leiostemum là loài thực vật có hoa trong họ Cà. Loài này được Wedd. mô tả khoa học đầu tiên năm 1859.